# Magnus Liber

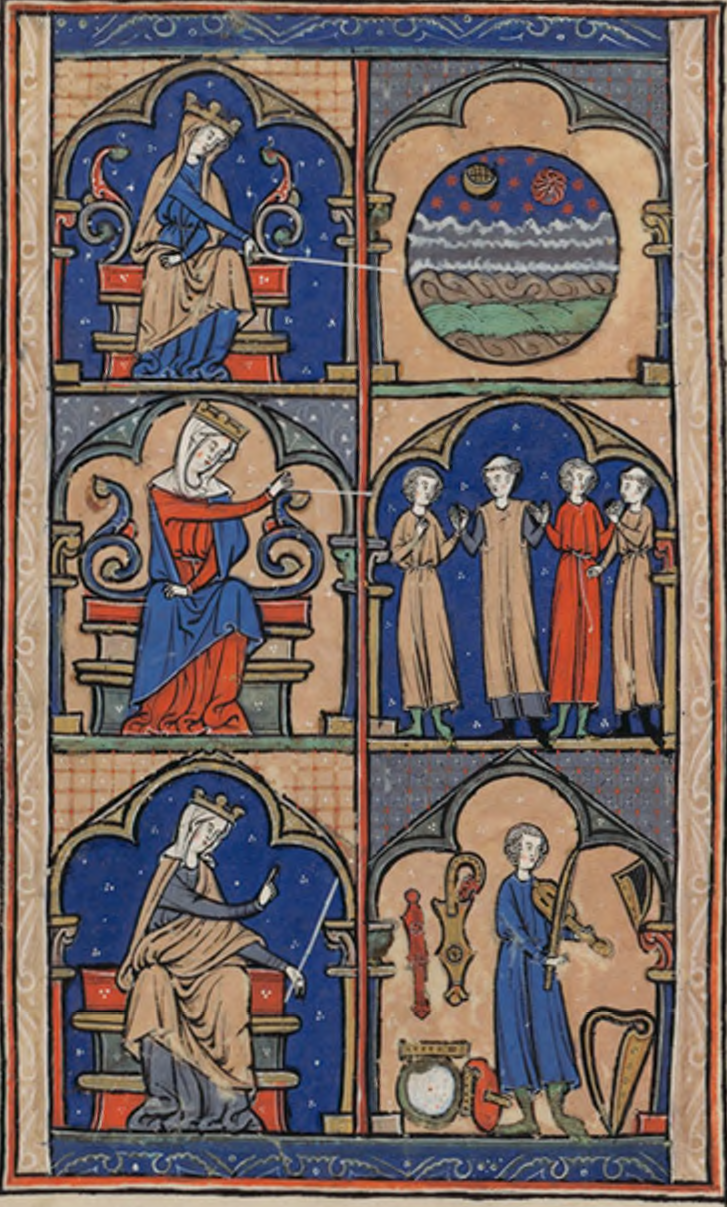
Miniatura all'inizio del codice

Magnus Liber o Magnus Liber Organi (Grande libro dell'Organum), è una raccolta di composizioni medioevali denominate organa. Il nome completo della raccolta è Magnus liber organi de graduali et antiphonario pro servitio divino. Pubblicata fra la fine del XII secolo e i primi anni del XIII secolo, questa serie di composizioni viene attribuita ai maestri della Scuola di Notre-Dame ed in particolare a Léonin e Pérotin.
Il Magnus Liber rappresenta un passaggio, nell'evoluzione della musica occidentale, fra il canto piano e la polifonia del XIII e XIV secolo.
La musica del Magnus Liber mostra dei punti di contatto con l'emergente stile Gotico in architettura. Così come le splendide cattedrali venivano edificate sulle rovine di antiche chiese (luoghi sacri), gli organa erano elaborati sulla base di antichi canti Gregoriani che erano musica sacra. Una voce cantava le note del canto Gregoriano tenute molto a lungo (chiamate tenor dal latino che significa tenere); questa voce conosciuta come vox principalis (voce principale), teneva il canto in modo tale che non si riusciva più a capire il significato del testo. Una, due o tre altre voci, conosciute come vox organalis (voci rampanti) si muovevano velocemente intrecciandosi a vicenda. L'evoluzione dalla monodia alla polifonia diede luogo alla nascita degli organa. La consuetudine dell'uso del tenor fu trasferita alla musica profana e le parole dei testi sopravvissero, in alcuni casi, molto bene. Uno dei più comuni tipi di organa fu la clausula che è costituita da sezioni di polifonia che possono sostituirsi ai lunghi organa.
La musica del Magnus Liber era usata nella liturgia nelle feste religiose.